# Caderousse
Caderousse ist eine französische Gemeinde mit 2541 Einwohnern (Stand 1. Januar 2022) im Département Vaucluse in der Region Provence-Alpes-Côte d’Azur. Sie gehört zum Arrondissement Carpentras und ist Mitglied im Gemeindeverband Communauté de communes Pays d’Orange en Provence. Die Bewohner werden Caderoussiens und Caderoussiennes genannt.

## Geografie
Caderousse liegt an der Mündung der Eygues in die Rhone, etwa sechs Kilometer südwestlich des Zentrums von Orange und etwa 20 Kilometer nordnordwestlich von Avignon an der Grenze zum benachbarten Département Gard. Die Gemeinde ist relativ flach, mit einer minimalen Höhe von 23 Metern und einer maximalen Höhe von 40 Metern. Der höchste Punkt liegt im Westen auf der Insel Piboulette und in der Nähe des Staudamms. Die Böden sind überwiegend alluvial.
Umgeben wird Caderousse von den sechs Nachbargemeinden:
| Chusclan (Gard)                        | Piolenc                                     |        |
| Codolet (Gard) Laudun-l’Ardoise (Gard) | Kompassrose, die auf Nachbargemeinden zeigt | Orange |
|                                        | Montfaucon (Gard)                           |        |

## Bevölkerungsentwicklung
| Jahr      | 1962 | 1968 | 1975 | 1982 | 1990 | 1999 | 2008 | 2017 |
| Einwohner | 1654 | 1667 | 2027 | 2007 | 2260 | 2496 | 2727 | 2667 |

## Sehenswürdigkeiten
Der die Stadt umgebende Deich muss ursprünglich ein mittelalterlicher Wall gewesen sein, der die Stadt umgab, von dem einige Überreste im Westen erhalten sind und durch einen irdenen Deich ersetzt wurden, der außen mit trockenen Steinschüttungen bedeckt und an der Innenseite begrünt war. Aufgrund der Überschwemmung vom 31. Mai 1856 wurde eine Konsolidierung beschlossen. Der Deich, fast neun Meter über Niedrigwasser hoch und 1716 Meter lang, besteht aus einer Böschung, die außen mit einer gemauerten Steinschüttung bedeckt ist und innen aus einem begrünten Hang. Der Deich ist seit 2001 als Monument historique eingeschrieben.
An der Stelle einer einfachen Kirche, von der nur noch der Chor aus dem 12. oder Ende des 11. Jahrhunderts erhalten ist, wurde im 15. Jahrhundert der Bau der neuen Kirche Saint-Michel durchgeführt. Vor 1470 ließ Antoine d’Anchezune eine herrschaftliche Kapelle für die Bestattungen seiner Familie errichten. Sie besteht aus zwei Jochen, die mit Kreuzrippengewölben mit mehreren Rippen bedeckt sind, die einen großen Stern bilden. Die Seitenkapelle ist seit 1905 als Monument historique klassifiziert, der Glockenturm seit 1946.
Die kleine Kapelle Saint-Martin, ein von der Abtei Cluny abhängiges Priorat und 200 Meter nördlich des Dorfes gelegen, wurde in der zweiten Hälfte des 12. Jahrhunderts an der Stelle eines antiken Jupitertempels erbaut. Die romanische Eingangstür wird von zwei Säulen mit korinthischen Kapitellen eingerahmt. Die Kirche wurde mehrfach restauriert, insbesondere um die Mitte des 15. Jahrhunderts und im 18. Jahrhundert. Die Kapelle ist seit 1932 als Monument historique eingeschrieben.
- Ruine der Burg der Familie Ancezune (16. Jahrhundert)

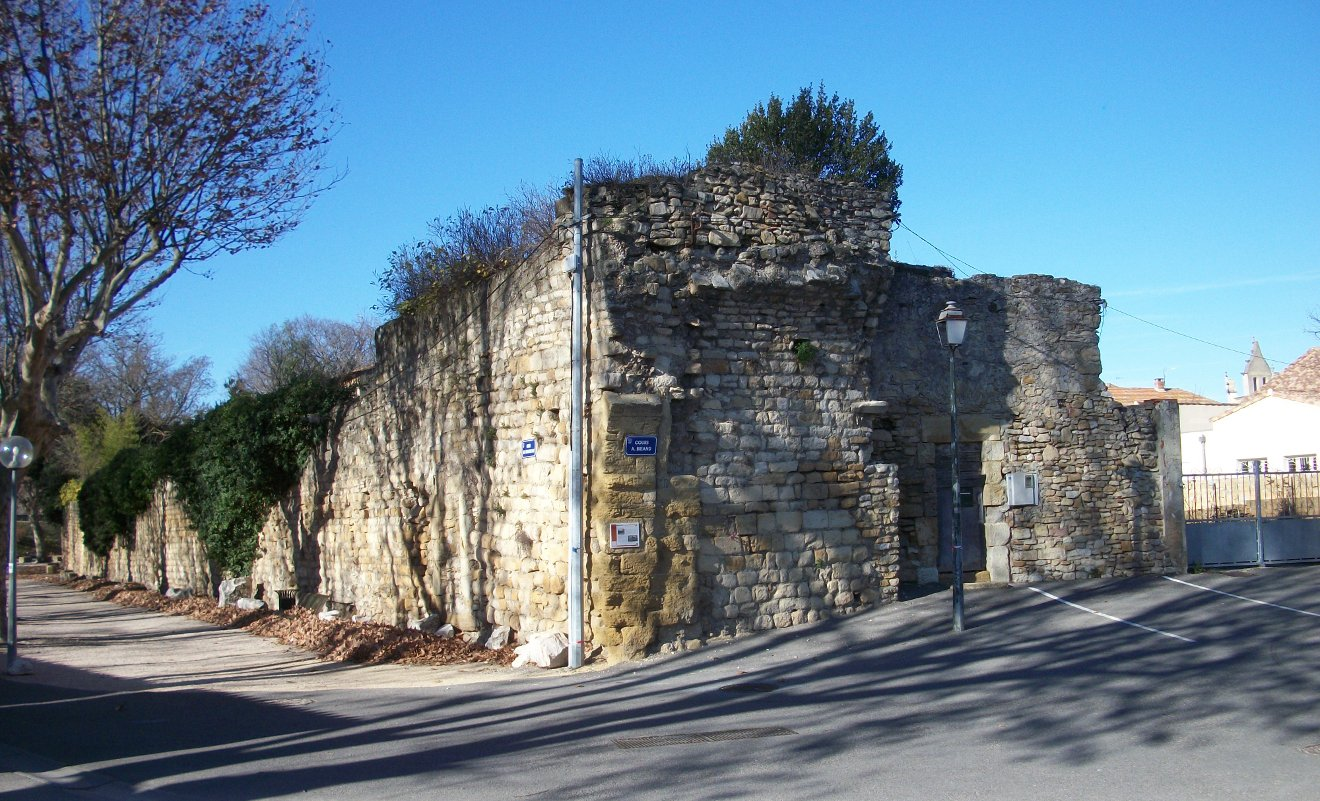
Reste der mittelalterlichen Stadtmauer
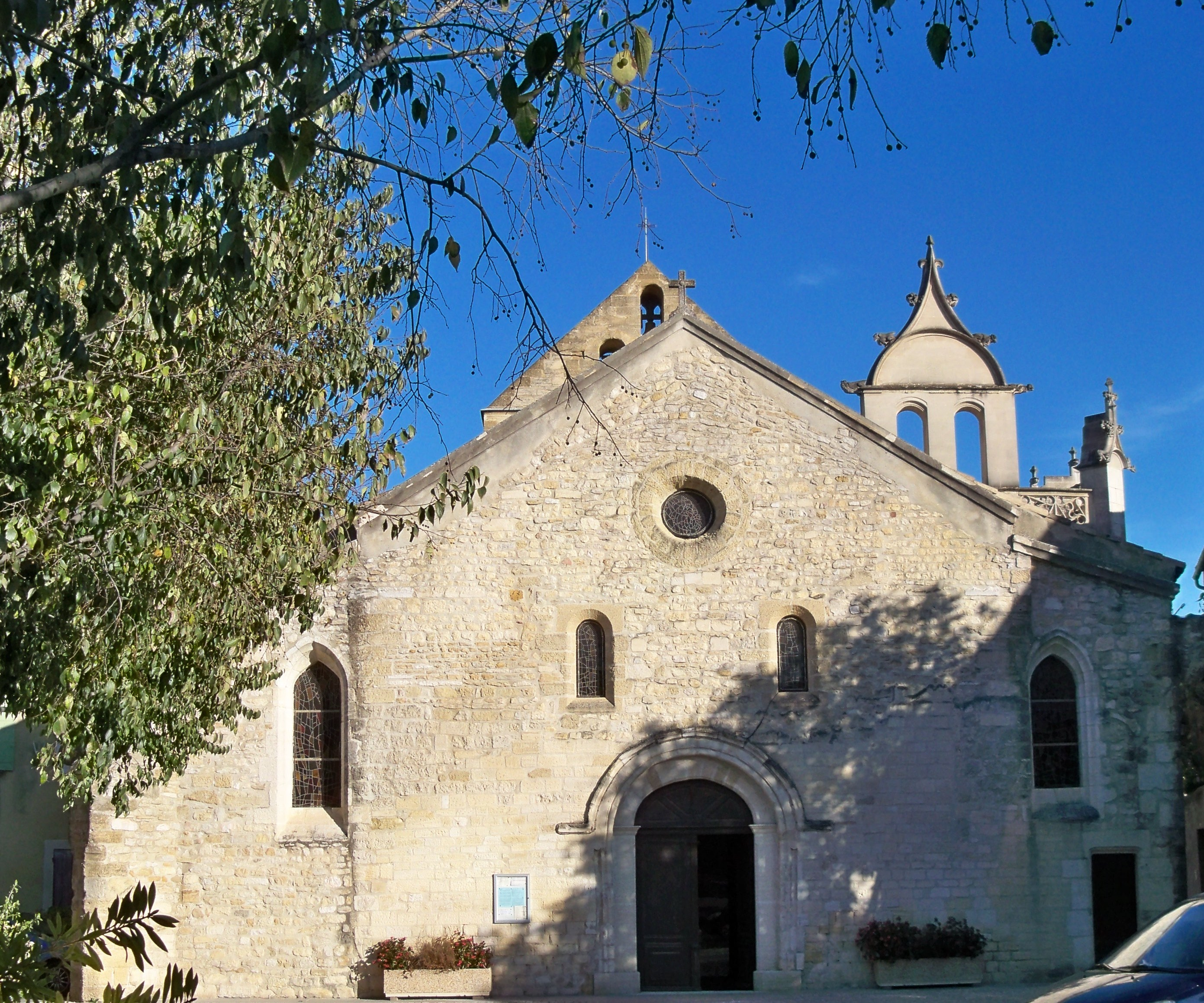
Kirche Saint-Michel
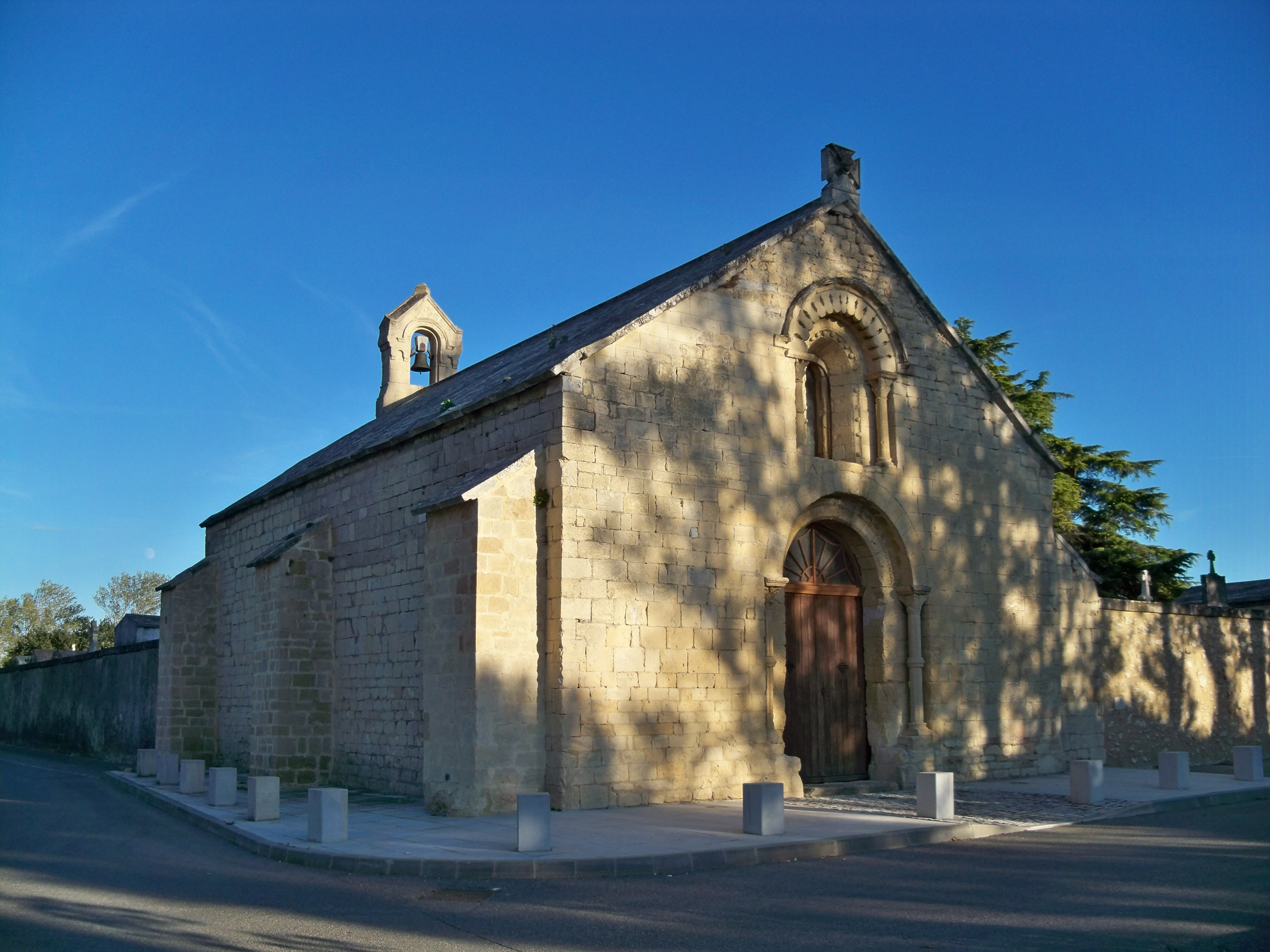
Kapelle Saint-Martin
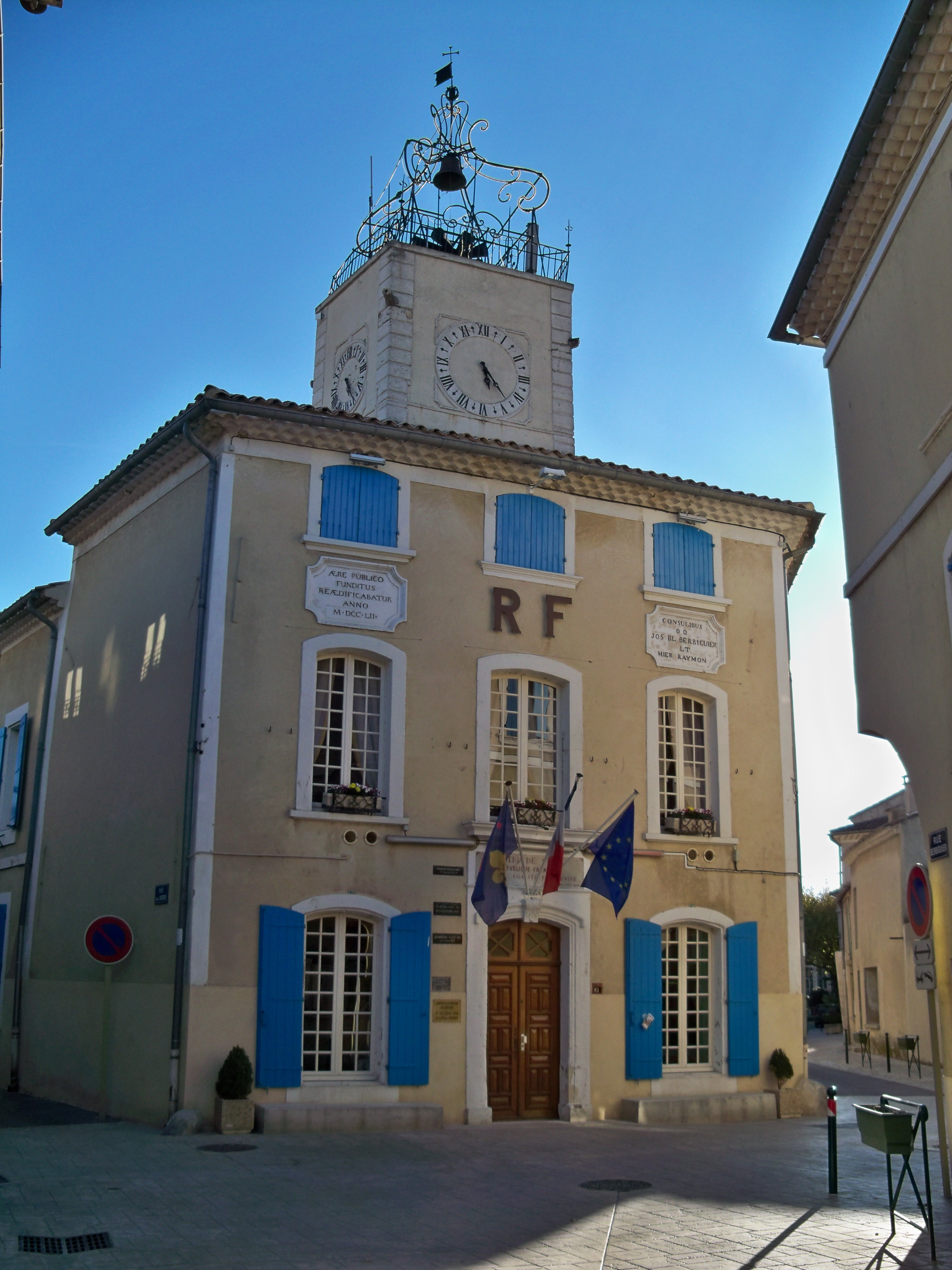
Rathaus (Hôtel de ville)

## Persönlichkeiten
- Benoit Tranquille Berbiguier (1782–1838), Flötist und Komponist, geboren in Caderousse
- Emmanuel Marie Pierre de Gramont (1783–1841), 6. Duc de Caderousse, Marquis de Vachères et de Codolet